# Gerard Deulofeu
Gerard Deulofeu Lázaro (pron. spagnola [ɟʝeˈɾaɾ ðewloˈfew ˈlaθaɾo], in catalano /ʒəˈɾart/; Riudarenes, 13 marzo 1994) è un calciatore spagnolo, attaccante svincolato.
È il primatista di presenze e di reti con la maglia della Spagna under 21.

## Caratteristiche tecniche
Gioca principalmente come attaccante esterno sinistro, ma può agire anche sulla fascia opposta.  all'Udinese è stato anche adoperato come seconda punta. Dotato di buona tecnica e molto abile nel dribbling. Giocatore estremamente rapido, cerca spesso l'uno contro uno e risulta proficuo anche in fase realizzativa.
Nel 2012 è stato inserito nella lista dei migliori calciatori nati dopo il 1991 stilata da Don Balón.

## Carriera

### Club

#### Gli inizi al Barcellona

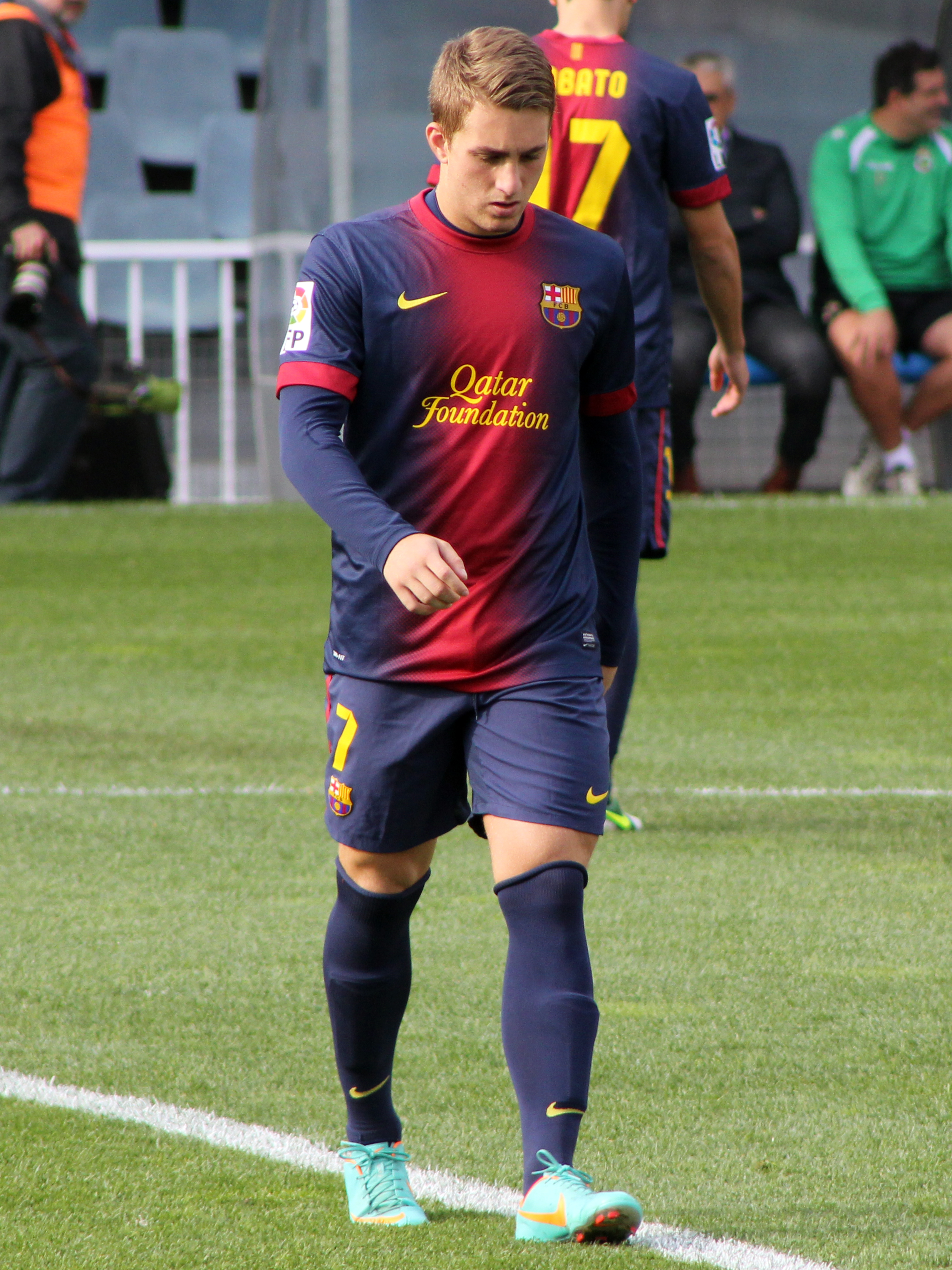
Deulofeu agli esordi con il Barcellona nel 2012

La sua carriera da calciatore inizia nel 2003 quando milita nelle giovanili del Barcelona. Nella stagione 2010-2011 entra a far parte del Barcelona B e debutta nella partita disputatasi contro il Córdoba, partendo dalla panchina.
Nell'aprile del 2011, all'età di diciassette anni, debutta in prima squadra nella partita contro la Real Sociedad. Nella stagione 2011-2012 passa a tutti gli effetti nel Barcelona B e nello stesso anno subentra, in prima squadra, a David Villa nella partita contro il Maiorca. Il 7 dicembre 2011 debutta in Champions League nella partita vinta per 4-0 contro il BATE Borisov, subentrando a Rafinha al 70'. L'8 aprile 2012, durante la partita di campionato contro il Córdoba, realizza un gol e pochi minuti più tardi viene sostituito dopo aver rimediato una distorsione alla caviglia destra.

#### Everton e Siviglia
Il 10 luglio 2013 si trasferisce in prestito per una stagione agli inglesi dell'Everton. Segna il suo primo gol con la maglia dei Toffees al debutto, nella partita di League Cup contro lo Stevenage (2-1). Realizza la sua prima rete in campionato nella vittoria per 4-0 contro lo Stoke City. Si ripete l'8 dicembre seguente, mettendo a segno il suo secondo gol in campionato nel pareggio per 1-1 sul campo dell'Arsenal. A fine stagione fa ritorno al Barcellona.
Il 14 agosto 2014 passa al Siviglia con la formula del prestito. Con la squadra andalusa vince l'Europa League.
Il 25 giugno 2015 si trasferisce a titolo definitivo all'Everton per sei milioni di euro. Per lui si tratta di un ritorno ai Toffees, dopo averci giocato in prestito nella stagione 2013-2014. Dopo una discreta prima stagione (trentatré partite e quattro gol) nel 2016-2017 si ritrova a dicembre ai margini del club, con tredici presenze totali di cui una sola per intero.

#### Milan e ritorno a Barcellona
Il 23 gennaio 2017 passa al Milan in prestito secco fino a giugno. Debutta ufficialmente con la casacca rossonera il 25 gennaio a Torino, subentrando a Carlos Bacca durante il quarto di finale di Coppa Italia perso contro la Juventus per 2-1. Sigla il primo gol nella partita del 19 febbraio 2017, in casa contro la Fiorentina, per il definitivo 2-1. Il 21 maggio 2017, in casa contro il Bologna, segna il primo dei tre gol del Milan, che con la vittoria consolida la sesta posizione in classifica, valida per l'accesso ai preliminari di Europa League.
Il 30 giugno 2017 la società blaugrana esercita il proprio "diritto di recompra" nei confronti dell'Everton riportando il giocatore nella città catalana per 12 milioni di euro. Il 21 ottobre dello stesso anno, allo stadio Camp Nou, sigla la sua prima rete stagionale contro il Malaga in un incontro di campionato terminato 2-0 per i padroni di casa.

#### Watford e Udinese
Il 29 gennaio 2018 passa in prestito oneroso per un milione di euro al Watford, squadra militante in Premier League. L'11 giugno viene acquistato a titolo definitivo per 13 milioni più 4 eventuali di bonus, firmando un quinquennale con gli Hornets. Il 22 febbraio 2019, nella sfida in trasferta vinta per 5-1 contro il Cardiff City, sigla la sua prima tripletta in carriera, diventando il primo giocatore del Watford a realizzarla in Premier League. Alla fine del campionato 2019-2020 il Watford retrocede in Championship.
Il 5 ottobre 2020 passa a titolo temporaneo all'Udinese. Il 28 ottobre successivo la sua prima rete con i friulani, nel successo di Coppa Italia per 3-1 contro il Vicenza. Il 30 gennaio 2021, l'Udinese annuncia il suo acquisto a titolo definitivo. Il 7 febbraio successivo segna anche la sua prima rete in campionato, realizzando la marcatura del successo per 2-0 sul Verona, la deviazione sul tiro del 2 gol gli toglie la doppietta. Il 18 dicembre 2021 realizza la sua prima doppietta con i friulani nella vittoriosa trasferta per 0-4 contro il Cagliari.
Il 12 luglio 2023, Deulofeu prolunga il suo contratto con l'Udinese fino al 2026. Tuttavia, a causa di un grave infortunio al ginocchio destro, è costretto a restare lontano dai campi per tutta la stagione 2023-2024, fino a paventare, nel febbraio del 2024, l'ipotesi di un ritiro anticipato dal calcio giocato. Nel giugno dello stesso anno, l'attaccante annuncia di aver concordato con il club friulano l'esclusione temporanea dalla rosa, pur rimanendo sotto contratto, in attesa di recuperare pienamente dal proprio infortunio.
Dopo oltre un anno lontano dal campo la situazione non migliora ed il 16 gennaio 2025 si accorda con il club per la rescissione consensuale.

### Nazionale

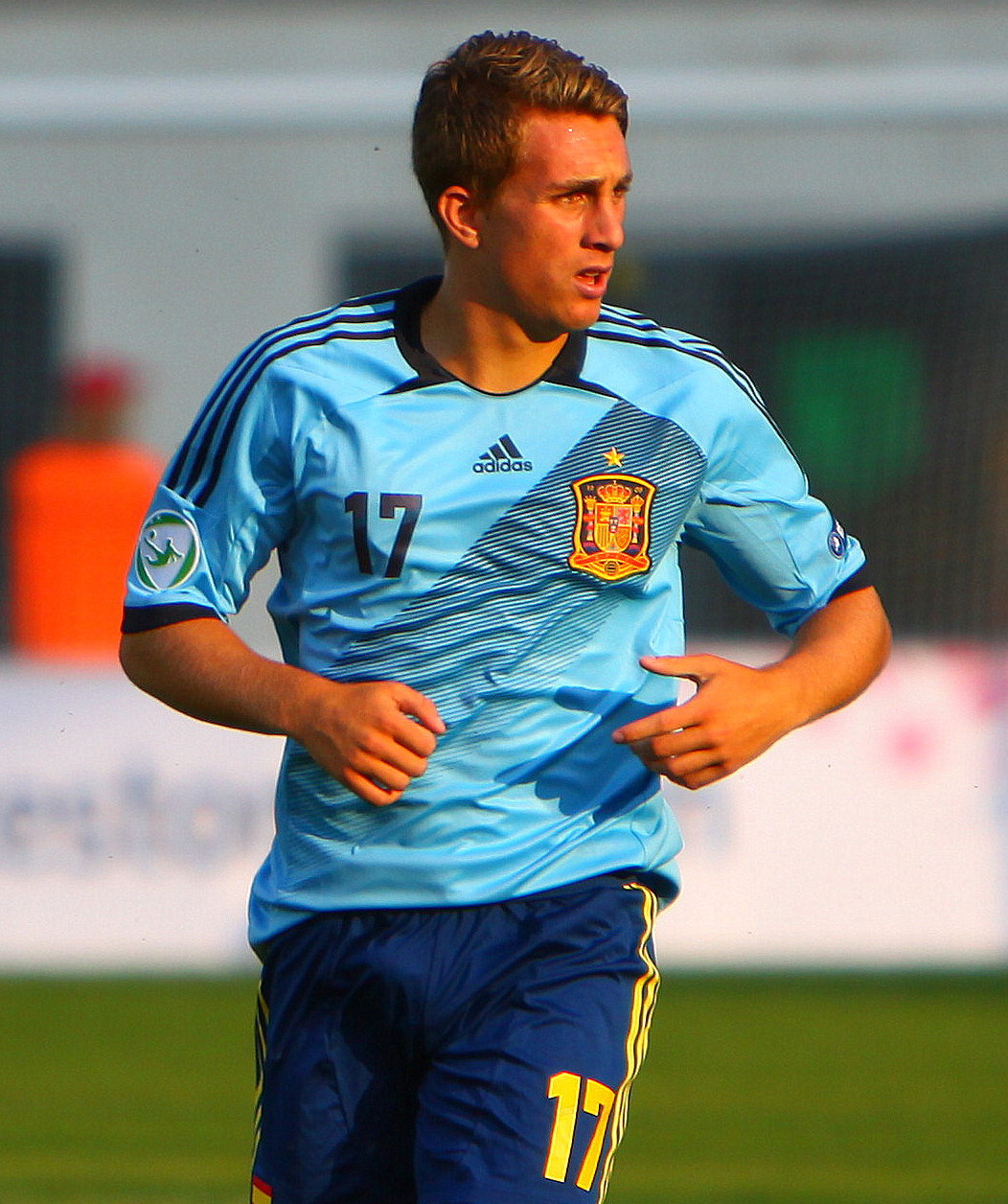
Deulofeu con la maglia della Spagna U-19 nel 2012

Nel 2010 partecipa, con l'Under-17, al campionato europeo di categoria segnando 3 gol, due nella partita contro il Portogallo Under-17 e l'altro nella finale persa contro l'Inghilterra Under-17.
Con l'Under-19 ha vinto, nel 2011, il campionato europeo Under-19 segnando un gol in semifinale contro l'Irlanda Under-19.
Nel giugno 2013 viene inserito nella lista dei convocati per il Mondiale Under-20; nella prima partita della fase a gironi, vinta per 4-1 contro gli Stati Uniti, mette a segno una doppietta.
Ha esordito con la Nazionale spagnola il 30 maggio 2014 in occasione dell'amichevole giocata a Siviglia, vinta 2-0 contro la Bolivia.
Il 30 marzo 2015 nella partita contro la Bielorussia diventa ufficialmente il nuovo capitano della Nazionale Under-21 spagnola succedendo a Iker Muniain, il 12 novembre seguente, realizza una tripletta nel successo contro Georgia in una partita valida per la qualificazione al Campionato europeo di calcio Under-21 2017.
Il 17 marzo 2017, dopo quasi tre anni dall'ultima volta, viene convocato dal CT Lopetegui in nazionale maggiore, per la partita di qualificazione al Mondiale 2018 contro Israele e l'amichevole contro la Francia, risultando decisivo nella partita contro i Bleus, procurandosi un calcio di rigore e realizzando la sua prima rete con le Furie Rosse per il definitivo 2-0.

## Statistiche

### Presenze e reti nei club
Statistiche aggiornate al 16 gennaio 2025.
| Stagione            | Squadra             | Campionato          | Campionato | Campionato | Coppe nazionali | Coppe nazionali | Coppe nazionali | Coppe continentali | Coppe continentali | Coppe continentali | Altre coppe | Altre coppe | Altre coppe | Totale | Totale |
| Stagione            | Squadra             | Comp                | Pres       | Reti       | Comp            | Pres            | Reti            | Comp               | Pres               | Reti               | Comp        | Pres        | Reti        | Pres   | Reti   |
| ------------------- | ------------------- | ------------------- | ---------- | ---------- | --------------- | --------------- | --------------- | ------------------ | ------------------ | ------------------ | ----------- | ----------- | ----------- | ------ | ------ |
| 2010-2011           | Barcellona B        | SD                  | 1          | 0          | -               | -               | -               | -                  | -                  | -                  | -           | -           | -           | 1      | 0      |
| 2011-2012           | Barcellona B        | SD                  | 34         | 9          | -               | -               | -               | -                  | -                  | -                  | -           | -           | -           | 34     | 9      |
| 2012-2013           | Barcellona B        | SD                  | 33         | 18         | -               | -               | -               | -                  | -                  | -                  | -           | -           | -           | 33     | 18     |
| Totale Barcellona B | Totale Barcellona B | Totale Barcellona B | 68         | 27         |                 | -               | -               |                    | -                  | -                  | -           | -           | -           | 68     | 27     |
| 2011-2012           | Barcellona          | PD                  | 1          | 0          | CR              | 0               | 0               | UCL                | 1                  | 0                  | SS+SU+Cmc   | -           | -           | 2      | 0      |
| 2012-2013           | Barcellona          | PD                  | 1          | 0          | CR              | 1               | 0               | UCL                | 2                  | 0                  | SS          | -           | -           | 4      | 0      |
| 2013-2014           | Everton             | PL                  | 25         | 3          | FACup+CdL       | 2+2             | 0+1             | -                  | -                  | -                  | -           | -           | -           | 29     | 4      |
| 2014-2015           | Siviglia            | PD                  | 17         | 1          | CR              | 6               | 2               | UEL                | 5                  | 0                  | SU          | -           | -           | 28     | 3      |
| 2015-2016           | Everton             | PL                  | 26         | 2          | FACup+CdL       | 1+6             | 0+2             | -                  | -                  | -                  | -           | -           | -           | 33     | 4      |
| 2016-gen. 2017      | Everton             | PL                  | 11         | 0          | FACup+CdL       | 1+1             | 0               | -                  | -                  | -                  | -           | -           | -           | 13     | 0      |
| Totale Everton      | Totale Everton      | Totale Everton      | 62         | 5          |                 | 13              | 3               | -                  | -                  | -                  | -           | -           | -           | 75     | 8      |
| gen.-giu. 2017      | Milan               | A                   | 17         | 4          | CI              | 1               | 0               | -                  | -                  | -                  | SI          | -           | -           | 18     | 4      |
| 2017-gen. 2018      | Barcellona          | PD                  | 10         | 1          | CR              | 2               | 1               | UCL                | 3                  | 0                  | SS          | 2           | -           | 17     | 2      |
| Totale Barcellona   | Totale Barcellona   | Totale Barcellona   | 12         | 1          |                 | 3               | 1               | -                  | 6                  | 0                  | -           | 2           | -           | 23     | 2      |
| gen.-giu. 2018      | Watford             | PL                  | 7          | 1          | FACup+CdL       | 0+0             | 0               | -                  | -                  | -                  | -           | -           | -           | 7      | 1      |
| 2018-2019           | Watford             | PL                  | 30         | 10         | FACup+CdL       | 3+0             | 2               | -                  | -                  | -                  | -           | -           | -           | 33     | 12     |
| 2019-2020           | Watford             | PL                  | 28         | 4          | FACup+CdL       | 0+2             | 0               | -                  | -                  | -                  | -           | -           | -           | 30     | 4      |
| Totale Watford      | Totale Watford      | Totale Watford      | 65         | 15         |                 | 5               | 2               | -                  | -                  | -                  | -           | -           | -           | 70     | 17     |
| 2020-2021           | Udinese             | A                   | 13         | 1          | CI              | 2               | 1               | -                  | -                  | -                  | -           | -           | -           | 15     | 2      |
| 2021-2022           | Udinese             | A                   | 34         | 13         | CI              | 1               | 0               | -                  | -                  | -                  | -           | -           | -           | 35     | 13     |
| 2022-2023           | Udinese             | A                   | 16         | 2          | CI              | 2               | 1               | -                  | -                  | -                  | -           | -           | -           | 18     | 3      |
| 2023-2024           | Udinese             | A                   | 0          | 0          | CI              | 0               | 0               | -                  | -                  | -                  | -           | -           | -           | 0      | 0      |
| 2024-gen- 2025      | Udinese             | A                   | -          | -          | CI              | -               | -               | -                  | -                  | -                  | -           | -           | -           | 0      | 0      |
| Totale Udinese      | Totale Udinese      | Totale Udinese      | 63         | 16         |                 | 5               | 2               | -                  | -                  | -                  | -           | -           | -           | 68     | 18     |
| Totale carriera     | Totale carriera     | Totale carriera     | 304        | 69         |                 | 33              | 10              |                    | 11                 | 0                  |             | 2           | 0           | 350    | 79     |

### Cronologia presenze e reti in nazionale
| Cronologia completa delle presenze e delle reti in nazionale ― Spagna | Cronologia completa delle presenze e delle reti in nazionale ― Spagna | Cronologia completa delle presenze e delle reti in nazionale ― Spagna | Cronologia completa delle presenze e delle reti in nazionale ― Spagna | Cronologia completa delle presenze e delle reti in nazionale ― Spagna | Cronologia completa delle presenze e delle reti in nazionale ― Spagna | Cronologia completa delle presenze e delle reti in nazionale ― Spagna | Cronologia completa delle presenze e delle reti in nazionale ― Spagna |
| Data                                                                  | Città                                                                 | In casa                                                               | Risultato                                                             | Ospiti                                                                | Competizione                                                          | Reti                                                                  | Note                                                                  |
| --------------------------------------------------------------------- | --------------------------------------------------------------------- | --------------------------------------------------------------------- | --------------------------------------------------------------------- | --------------------------------------------------------------------- | --------------------------------------------------------------------- | --------------------------------------------------------------------- | --------------------------------------------------------------------- |
| 30-5-2014                                                             | Siviglia                                                              | Spagna                                                                | 2 – 0                                                                 | Bolivia                                                               | Amichevole                                                            | -                                                                     | 80’                                                                   |
| 28-3-2017                                                             | Saint-Denis                                                           | Francia                                                               | 0 – 2                                                                 | Spagna                                                                | Amichevole                                                            | 1                                                                     | 67’                                                                   |
| 7-6-2017                                                              | Murcia                                                                | Spagna                                                                | 2 – 2                                                                 | Colombia                                                              | Amichevole                                                            | -                                                                     | 56’                                                                   |
| 5-9-2017                                                              | Vaduz                                                                 | Liechtenstein                                                         | 0 – 8                                                                 | Spagna                                                                | Qual. Mondiali 2018                                                   | -                                                                     | 56’                                                                   |
| Totale                                                                |                                                                       | Presenze                                                              | 4                                                                     |                                                                       | Reti                                                                  | 1                                                                     |                                                                       |

| Cronologia completa delle presenze e delle reti in nazionale ― Spagna under 21 | Cronologia completa delle presenze e delle reti in nazionale ― Spagna under 21 | Cronologia completa delle presenze e delle reti in nazionale ― Spagna under 21 | Cronologia completa delle presenze e delle reti in nazionale ― Spagna under 21 | Cronologia completa delle presenze e delle reti in nazionale ― Spagna under 21 | Cronologia completa delle presenze e delle reti in nazionale ― Spagna under 21 | Cronologia completa delle presenze e delle reti in nazionale ― Spagna under 21 | Cronologia completa delle presenze e delle reti in nazionale ― Spagna under 21 |
| Data                                                                           | Città                                                                          | In casa                                                                        | Risultato                                                                      | Ospiti                                                                         | Competizione                                                                   | Reti                                                                           | Note                                                                           |
| ------------------------------------------------------------------------------ | ------------------------------------------------------------------------------ | ------------------------------------------------------------------------------ | ------------------------------------------------------------------------------ | ------------------------------------------------------------------------------ | ------------------------------------------------------------------------------ | ------------------------------------------------------------------------------ | ------------------------------------------------------------------------------ |
| 6-9-2012                                                                       | Sion                                                                           | Svizzera under 21                                                              | 0 – 0                                                                          | Spagna under 21                                                                | Qual. Europeo Under-21 2013                                                    | -                                                                              |                                                                                |
| 10-9-2012                                                                      | Alicante                                                                       | Spagna under 21                                                                | 6 – 0                                                                          | Croazia under 21                                                               | Qual. Europeo Under-21 2013                                                    | 1                                                                              | 63’                                                                            |
| 11-10-2012                                                                     | Burgos                                                                         | Spagna under 21                                                                | 5 – 0                                                                          | Danimarca under 21                                                             | Qual. Europeo Under-21 2013                                                    | -                                                                              | 84’                                                                            |
| 13-11-2012                                                                     | Siena                                                                          | Italia under 21                                                                | 1 – 3                                                                          | Spagna under 21                                                                | Amichevole                                                                     | 1                                                                              | 58’                                                                            |
| 5-2-2013                                                                       | Malines                                                                        | Belgio under 21                                                                | 1 – 1                                                                          | Spagna under 21                                                                | Amichevole                                                                     | 1                                                                              |                                                                                |
| 21-3-2013                                                                      | Toledo                                                                         | Spagna under 21                                                                | 5 – 2                                                                          | Norvegia under 21                                                              | Amichevole                                                                     | -                                                                              | 46’                                                                            |
| 25-3-2013                                                                      | Alcorcón                                                                       | Spagna under 21                                                                | 3 – 1                                                                          | Russia under 21                                                                | Amichevole                                                                     | -                                                                              | 46’                                                                            |
| 9-9-2013                                                                       | Logroño                                                                        | Spagna under 21                                                                | 4 – 0                                                                          | Albania under 21                                                               | Qual. Europeo Under-21 2015                                                    | -                                                                              |                                                                                |
| 10-10-2013                                                                     | Murcia                                                                         | Spagna under 21                                                                | 3 – 2                                                                          | Bosnia ed Erzegovina under 21                                                  | Qual. Europeo Under-21 2015                                                    | -                                                                              | 66’                                                                            |
| 14-10-2013                                                                     | Cartagena                                                                      | Spagna under 21                                                                | 1 – 0                                                                          | Ungheria under 21                                                              | Qual. Europeo Under-21 2015                                                    | -                                                                              | 79’                                                                            |
| 14-11-2013                                                                     | Zenica                                                                         | Bosnia ed Erzegovina under 21                                                  | 1 – 6                                                                          | Spagna under 21                                                                | Qual. Europeo Under-21 2015                                                    | 1                                                                              |                                                                                |
| 18-11-2013                                                                     | Elbasan                                                                        | Albania under 21                                                               | 0 – 2                                                                          | Spagna under 21                                                                | Qual. Europeo Under-21 2015                                                    | 1                                                                              |                                                                                |
| 4-3-2014                                                                       | Palencia                                                                       | Spagna under 21                                                                | 2 – 0                                                                          | Germania under 21                                                              | Amichevole                                                                     | -                                                                              | 46’                                                                            |
| 4-9-2014                                                                       | Felcsút                                                                        | Ungheria under 21                                                              | 0 – 1                                                                          | Spagna under 21                                                                | Qual. Europeo Under-21 2015                                                    | -                                                                              |                                                                                |
| 10-10-2014                                                                     | Jagodina                                                                       | Serbia under 21                                                                | 0 – 0                                                                          | Spagna under 21                                                                | Qual. Europeo Under-21 2015                                                    | -                                                                              | 68’                                                                            |
| 14-10-2014                                                                     | Cadice                                                                         | Spagna under 21                                                                | 1 – 2                                                                          | Serbia under 21                                                                | Qual. Europeo Under-21 2015                                                    | -                                                                              | 62’                                                                            |
| 12-11-2014                                                                     | Ferrol                                                                         | Spagna under 21                                                                | 1 – 4                                                                          | Germania under 21                                                              | Amichevole                                                                     | -                                                                              | 46’                                                                            |
| 26-3-2015                                                                      | Cartagena                                                                      | Spagna under 21                                                                | 2 – 0                                                                          | Norvegia under 21                                                              | Amichevole                                                                     | 1                                                                              | 86’                                                                            |
| 30-3-2015                                                                      | León                                                                           | Spagna under 21                                                                | 4 – 0                                                                          | Bielorussia under 21                                                           | Amichevole                                                                     | 1                                                                              | cap. 69’                                                                       |
| 2-9-2015                                                                       | Tallinn                                                                        | Estonia under 21                                                               | 0 – 2                                                                          | Spagna under 21                                                                | Qual. Europeo Under-21 2017                                                    | 1                                                                              | cap. 90+3’                                                                     |
| 7-10-2015                                                                      | Tbilisi                                                                        | Georgia under 21                                                               | 2 – 5                                                                          | Spagna under 21                                                                | Qual. Europeo Under-21 2017                                                    | -                                                                              | cap. 85’                                                                       |
| 13-10-2015                                                                     | Santa Cruz de Tenerife                                                         | Spagna under 21                                                                | 1 – 1                                                                          | Svezia under 21                                                                | Qual. Europeo Under-21 2017                                                    | -                                                                              | cap. 37’ 78’                                                                   |
| 12-11-2015                                                                     | Almería                                                                        | Spagna under 21                                                                | 5 – 0                                                                          | Georgia under 21                                                               | Qual. Europeo Under-21 2017                                                    | 3                                                                              | cap.                                                                           |
| 17-11-2015                                                                     | Fiume                                                                          | Croazia under 21                                                               | 2 – 3                                                                          | Spagna under 21                                                                | Qual. Europeo Under-21 2017                                                    | 2                                                                              | cap. 84’                                                                       |
| 24-3-2016                                                                      | Burgos                                                                         | Spagna under 21                                                                | 0 – 3                                                                          | Croazia under 21                                                               | Qual. Europeo Under-21 2017                                                    | -                                                                              | cap.                                                                           |
| 28-3-2016                                                                      | Murcia                                                                         | Spagna under 21                                                                | 1 – 0                                                                          | Norvegia under 21                                                              | Amichevole                                                                     | 1                                                                              | cap. 88’                                                                       |
| 1-9-2016                                                                       | Castellón de la Plana                                                          | Spagna under 21                                                                | 6 – 0                                                                          | San Marino under 21                                                            | Qual. Europeo Under-21 2017                                                    | -                                                                              | cap. 49’                                                                       |
| 5-9-2016                                                                       | Malmö                                                                          | Svezia under 21                                                                | 1 – 1                                                                          | Spagna under 21                                                                | Qual. Europeo Under-21 2017                                                    | 1                                                                              | cap. 83’                                                                       |
| 5-10-2016                                                                      | Serravalle                                                                     | San Marino under 21                                                            | 0 – 3                                                                          | Spagna under 21                                                                | Qual. Europeo Under-21 2017                                                    | -                                                                              | cap. 81’                                                                       |
| 10-10-2016                                                                     | Pontevedra                                                                     | Spagna under 21                                                                | 5 – 0                                                                          | Estonia under 21                                                               | Qual. Europeo Under-21 2017                                                    | -                                                                              | cap. 86’                                                                       |
| 11-11-2016                                                                     | Sankt Pölten                                                                   | Austria under 21                                                               | 1 – 1                                                                          | Spagna under 21                                                                | Qual. Europeo Under-21 2017                                                    | 1                                                                              | cap. 88’                                                                       |
| 15-11-2016                                                                     | Albacete                                                                       | Spagna under 21                                                                | 0 – 0                                                                          | Austria under 21                                                               | Qual. Europeo Under-21 2017                                                    | -                                                                              | cap. 89’                                                                       |
| 17-6-2017                                                                      | Danzica                                                                        | Spagna under 21                                                                | 5 – 0                                                                          | Macedonia del Nord under 21                                                    | Europeo Under-21 2017 - 1º turno                                               | 1                                                                              | cap. 63’                                                                       |
| 20-6-2017                                                                      | Gdynia                                                                         | Portogallo under 21                                                            | 1 – 3                                                                          | Spagna under 21                                                                | Europeo Under-21 2017 - 1º turno                                               | -                                                                              | cap. 82’                                                                       |
| 27-6-2017                                                                      | Cracovia                                                                       | Italia under 21                                                                | 1 – 3                                                                          | Spagna under 21                                                                | Europeo Under-21 2017 - Semifinale                                             | -                                                                              | cap. 83’                                                                       |
| 30-6-2017                                                                      | Cracovia                                                                       | Germania under 21                                                              | 1 – 0                                                                          | Spagna under 21                                                                | Europeo Under-21 2017 - Finale                                                 | -                                                                              | cap.                                                                           |
| Totale                                                                         |                                                                                | Presenze (1º posto)                                                            | 36                                                                             |                                                                                | Reti (1º posto)                                                                | 17                                                                             |                                                                                |

## Palmarès

### Club

#### Competizioni nazionali
- Campionato spagnolo: 1

Barcellona: 2012-2013

#### Competizioni internazionali
- UEFA Europa League: 1

Siviglia: 2014-2015

### Nazionale
- Campionato d'Europa Under-19: 2

2011, 2012

### Individuale
- Miglior giocatore degli Europei Under-19: 1

Estonia 2012